# Doubrovino (raïon de Mochkovo)
Doubrovino (en russe : Дубровино) est un village de l'oblast de Novossibirsk, en Russie. Sa population s'élevait à 1 062 habitants en 2010.

## Géographie
Doubrovino se trouve sur la rive droite de l'Ob, à 28 km au nord-ouest de Mochkovo, à 57 km au nord-nord-est de Novossibirsk et à 2 820 km à l'est de Moscou.